# Số hóa bài giảng
Số hóa bài giảng là một phạm vi hẹp hơn của số hóa đào tạo - quá trình chuyển đổi các tài liệu truyền thống (giấy, băng đĩa...) sang dạng kỹ thuật số có thể lưu trữ trên máy tính. Tài liệu ở đây chỉ các tài liệu phục vụ cho việc đào tạo trong nội bộ doanh nghiệp. Với việc số hóa này, công tác đào tạo và phát triển nguồn nhân lực sẽ nhận được rất nhiều lợi ích về cả chất lượng đào tạo lẫn chi phí cần bỏ ra.

## Ưu điểm của số hóa bài giảng

### Tiết kiệm chi phí và sử dụng lâu dài
Tính kinh tế là lợi ích đầu tiên mà số hóa bài giảng mang lại cho doanh nghiệp. Đối với phương pháp truyền thống, doanh nghiệp cần phải mở lớp đào tạo đối với từng nhóm đối tượng, chi phí thuê giảng viên chuyên nghiệp với trình độ chuyên môn vững chắc, có khả năng truyền đạt cao. Ngoài ra, các chi phí khác như địa điểm, di chuyển, in ấn… cũng là các khoản chi đáng kể khi áp dụng hình thức đào tạo này.
Số hóa bài giảng là cách thức sẽ giúp doanh nghiệp có thể tái sử dụng tài liệu đào tạo nhiều lần trong khi chỉ mất chi phí xây dựng một lần duy nhất. Tất cả các chi phí kể trên đều được giải quyết một cách tối ưu.

### Chuẩn hóa tri thức và cập nhật nhanh chóng
Một chức năng số hóa bài giảng khác khẳng định tầm quan trọng của phương pháp này là chuẩn hóa và đồng bộ hóa kiến thức. Số hóa bài giảng loại trừ các sai khác về nội dung giảng dạy truyền thống, vốn phụ thuộc rất nhiều vào yếu tố chủ quan từ phía giảng viên.
Với các tài liệu đào tạo đã được số hóa, doanh nghiệp sẽ đảm bảo được tính chuẩn hóa và đồng bộ ở mức cao nhất. Ngoài ra, quá trình cầu cập nhật thông tin, kiến thức mới cũng sẽ diễn ra dễ dàng hơn, không có độ trễ giữa các phòng ban, khu vực khác nhau.

### Nội dung hấp dẫn và định dạng mới mẻ
Bài giảng số hóa luôn được đánh giá cao về tính hiện đại, tập trung vào việc đưa thông tin đến người học một cách hấp dẫn nhất mà vẫn không làm mất đi tính tương tác, vốn là một mối lo khi triển khai đào tạo trực tuyến.
Về mặt nội dung, bài giảng thường được xây dựng bởi đội ngũ giàu chuyên môn, kinh nghiệm giảng dạy. Các nội dung này sẽ được truyền tải thông qua nhiều định dạng mới mẻ như slideshow, gamification, tương tác, video…. nhằm tối ưu hóa trải nghiệm của người dùng, gây được sự hứng thú và khơi dậy khả năng tiếp thu chương trình đào tạo.